# Islands (Mike-Oldfield-Lied)
Islands ist ein Lied des britischen Multiinstrumentalisten Mike Oldfield, in Zusammenarbeit mit der britischen Sängerin Bonnie Tyler. Es erschien im September 1987 bei Virgin Records.

## Entstehung und Veröffentlichung
Das Lied wurde von Mike Oldfield getextet, komponiert und produziert. Bei der Produktion erhielt er Unterstützung durch Simon Phillips. Als Teil der Instrumentierung wurde Andy Mackay von Roxy Music engagiert, der mehrere Soli auf der Oboe beisteuerte.
Die Erstveröffentlichung von Islands erfolgte am 7. September 1987 bei Virgin Records. Es erschien zeitgleich als Single sowie als Teil von Oldfields elften, gleichnamigen Studioalbum (Katalognummer: 208 650-630). Die Single erschien als 7″-Single mit der B-Seite The Wind Chimes (Part 1) (Katalognummer: 109 351) sowie als 12″-Single, die um das Lied When the Nights on Fire (feat. Anita Hegerland) als weitere B-Seite erweitert wurde (Katalognummer: 609 351). Die B-Seite enthielt einen zweieinhalbminütigen Ausschnitt des 20 Minuten langen Stücks The Wind Chimes, welches auf dem Album Islands die komplette erste LP-Seite einnahm.

## Hintergrund
1986 hatte sich Oldfield von seiner damaligen Lebensgefährtin Sally Cooper und ihren drei gemeinsamen Kindern getrennt und verlegte seinen Wohnsitz nach Megève in Frankreich. In dieser Zeit verarbeitete er diese Trennung textlich im Lied Islands.
Die Arbeiten an diesem Lied dauerten laut eigener Aussage eine Ewigkeit, zudem konnte er sich zunächst keine gute Sängerin vorzustellen, die dem Stück gerecht werden könnte. Nach einigen Überlegungen nahm er schließlich Kontakt mit Bonnie Tyler auf und fragte sie, ob sie auf dem Stück singen würde, worauf sie sofort zusagte. Oldfield war von Tyler bereits nach kurzer Zeit überzeugt, nachdem sie im Studio die ersten paar Zeilen gesungen hatte und das Lied durch ihre Stimme direkt zum Leben erwachte.

## Musikvideo
Das Musikvideo zu Islands ist ein Teil von Oldfields 1988 veröffentlichtem Videoalbum The Wind Chimes und zeigt die am Lied beteiligten Interpreten Mike Oldfield, Bonnie Tyler und Andy Mackay inmitten computergenerierten Animationen.

## Chartplatzierungen
| ChartsChartplatzierungen     | Höchstplatzierung | Wochen |
| ---------------------------- | ----------------- | ------ |
| Deutschland (GfK)            | 41 (15 Wo.)       | 15     |
| Schweiz (IFPI)               | 22 (4 Wo.)        | 4      |
| Vereinigtes Königreich (OCC) | 100 (1 Wo.)       | 1      |

## Trivia
Die in Islands verwendete Oboen-Melodie taucht auch in Oldfields ebenfalls auf dem Album Islands veröffentlichten Lied When the Night’s on Fire auf.